# Moderkage
Moderkagen (latin: placenta "kage") er et midlertidigt organ, som dannes i kroppen hos de fleste pattedyr af hunkøn under graviditet. Moderkagen udvikles fra det befrugtede ægs cytotrofoblast og tilhørende syncytiotrofoblast. Cytotrofoblast og syncytiotrofoblast vokser ned i livmodervæggen og danner store blærer, der fyldes med blod, efterhånden som ægget udvikles til det primitive embryo. Blodet i placentas kamre står i forbindelse med blodet i embryoet. Fra livmodervæggen vokser moderens blodkar ind i placenta, og lægger sig tæt op af embryoets kar uden at der kommer direkte kontakt imellem dem – mor og barn deler ikke blod – den tætte kontakt mellem karrene fører til, at der kan udveksles stoffer mellem de to blodsystemer, ilt og næring vandrer fra moderens blod til fostrets, og affaldsstoffer diffunderer den modsatte vej.
Moderkagen er på denne måde en form for ingenmandsland mellem moderen og barnet, hvor stofudveksling kan ske, uden at der sker allergiske reaktioner som følge af forskellige vævstyper.
Moderkagen producerer desuden hormoner, og kan således grupperes sammen med kroppens andre endokrine kirtler. Der produceres fire hormoner:
- Østrogen
- Progesteron
- Humant choriongonadotropin (hCG)
- Humant chorionsomatomammotropin (hCS)

Blodet føres fra moderkagen til barnet via navlestrengen. Navlestrengen indeholder en navlesnorsvene og to arterier. Navlesnorsvenen transporterer ilt- og næringsrigt blod fra moderkagen til barnet, mens de to navlesnorsarterier retunerer iltfattigt blod fra barnet tilbage til moderkagen. Ca. en procent af nyfødte børn har udelukkende to blodkar i navlestrengen, og denne anomali kan være associeret til alvorlige misdannelser, kromosomfejl og prænatal væksthæmning.